# Liste der Stationen der Metro Kochi

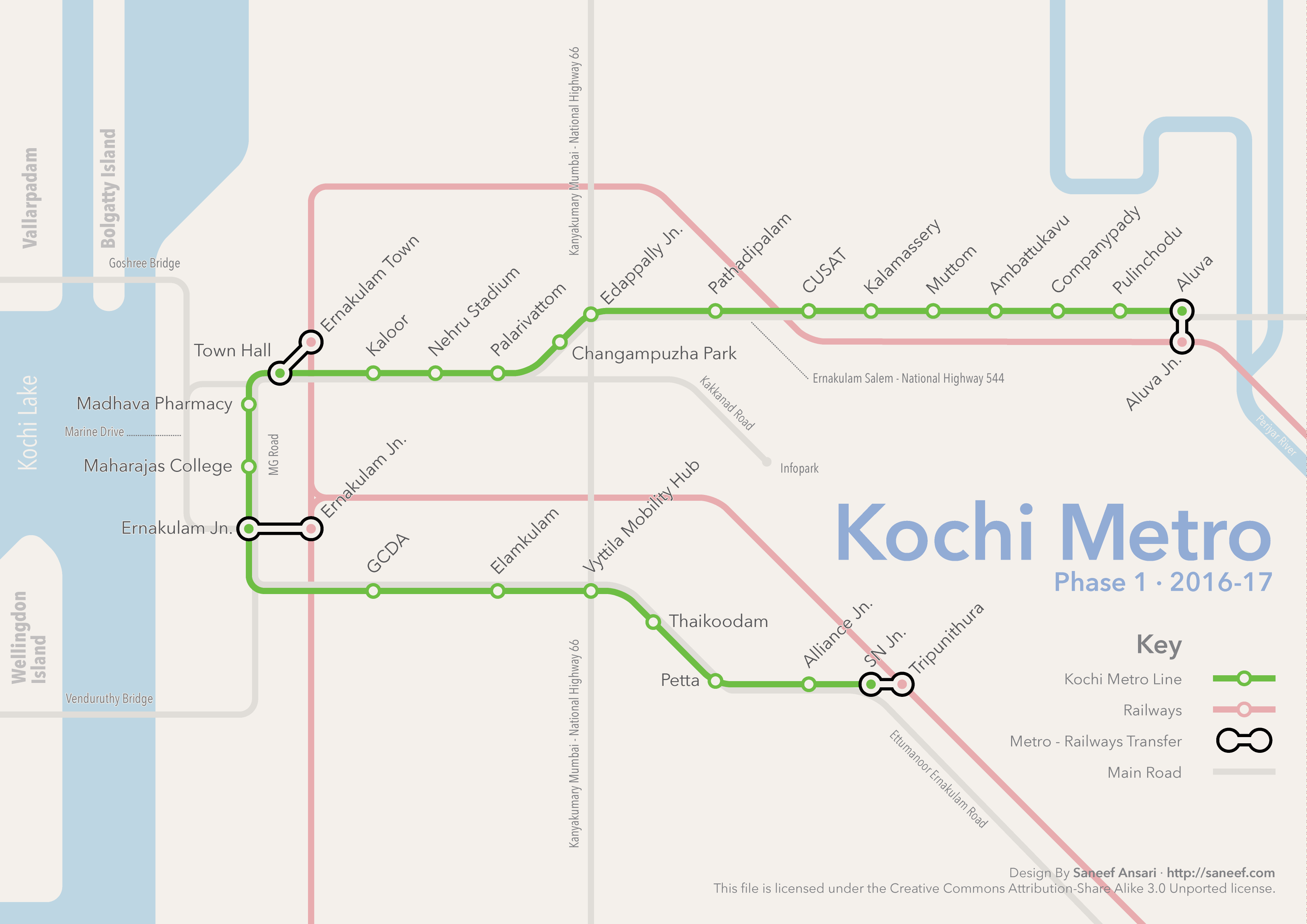
Netzplan der Metro

Die Liste der Stationen der Metro Kochi ist eine Übersicht über die U-Bahnhöfe, die von der Metro Kochi bedient werden. Das Netz umfasst derzeit eine Linie. Bei einer Streckenlänge von 27,4 Kilometern werden insgesamt 24 Stationen bedient. Eine weitere Station soll im Dezember 2023 eröffnet werden.
| Linie   | Anzahl Stationen | Länge   | durchschnittl. Abstand | Eröffnung     | Jüngste Erweiterung |
| ------- | ---------------- | ------- | ---------------------- | ------------- | ------------------- |
| Linie 1 | 24               | 27,4 km |                        | 17. Juni 2017 | 3. Sep. 2019        |

## Legende
Die nachfolgende Liste gibt eine alphabetische Übersicht über die Bahnhöfe der Metro. Darüber hinaus werden weitergehende Informationen zu diesen, Verweise zu nahegelegenen Sehenswürdigkeiten und Bilder der Bahnsteige aufgezeigt. Die Bahnhöfe sind in alphabetischer Reihenfolge sortiert.
- Bahnhof: Name der Station in englischer Sprache
- Bahnhof: Name der Station in Malayalam
- Linie: Metrolinie, die die Station bedient.
- Eröffnung: Eröffnung der Station bzw. der Bahnsteigebene
- Lage: Lage der Bahnsteigebene (ober- bzw. unterirdisch).
- Stadtteil: Stadtteil, in der sich der U-Bahnhof befindet.
- IR: Umsteigepunkt zur Eisenbahn.
- Gestaltung: gestalterische Motive im Design der Station.
- Anmerkungen: weitere Informationen wie etwa ehemalige Stationsnamen.
- Umgebung: Sehenswürdigkeiten oder Institutionen in der näheren Umgebung.
- Bild: Bild der Station.

## Stationen
| Bahnhof (englisch) | Bahnhof (malayalam) | Linie   | Eröffnung     | Lage     | Stadtteil    | IR | Gestaltung                                   | Anmerkungen                                                            | Umgebung                                                                               | Bild              |
| ------------------ | ------------------- | ------- | ------------- | -------- | ------------ | -- | -------------------------------------------- | ---------------------------------------------------------------------- | -------------------------------------------------------------------------------------- | ----------------- |
| Aluva              | ആലുവ                 | Linie 1 | 19. Juni 2017 | Hochbahn | Aluva        |    | Keralas natürliche Schönheit, Flüsse Keralas |                                                                        |                                                                                        | Aluva             |
| Ambattukavu        | അമ്പാട്ടുകാവ്             | Linie 1 | 19. Juni 2017 | Hochbahn |              |    |                                              |                                                                        |                                                                                        | Ambattukavu       |
| Changampuzha Park  | ചങ്ങമ്പുഴ പാർക്ക്         | Linie 1 | 19. Juni 2017 | Hochbahn |              |    | Kulturelles und künstlerisches Erbe Keralas  |                                                                        | Changampuzha Park                                                                      | Changampuzha Park |
| Cochin University  | കൊച്ചിൻ സർവ്വകലാശാല       | Linie 1 | 19. Juni 2017 | Hochbahn |              |    | Maritime Geschichte Keralas                  |                                                                        |                                                                                        | Cochin University |
| Companypady        | കമ്പനി പടി             | Linie 1 | 19. Juni 2017 | Hochbahn |              |    |                                              |                                                                        |                                                                                        |                   |
| Edapally           | ഇടപ്പള്ളി              | Linie 1 | 19. Juni 2017 | Hochbahn |              |    | Gewürze Keralas                              |                                                                        | Lulu International Shopping Mall, Oberon Mall, St. George's Syro-Malabar Forane Church | Edapally          |
| Elamkulam          | ഇളങ്കുളം               | Linie 1 | 3. Sep. 2019  | Hochbahn |              |    |                                              |                                                                        |                                                                                        |                   |
| Ernakulam South    | എറണാകുളം തെക്ക്           | Linie 1 | 3. Sep. 2019  | Hochbahn |              | IR |                                              |                                                                        |                                                                                        | Ernakulam South   |
| J. L. N. Stadium   | ജെ. എൽ. എൻ. സ്റ്റേഡിയം    | Linie 1 | 3. Okt. 2017  | Hochbahn |              |    | Erbe des Sports in Kerala                    |                                                                        | Jawaharlal Nehru Stadium                                                               | J. L. N. Stadium  |
| Kadavanthra        | കടവന്ത്ര              | Linie 1 | 3. Sep. 2019  | Hochbahn |              |    |                                              |                                                                        |                                                                                        | Kadavanthra       |
| Kalamassery        | കളമശ്ശേരി              | Linie 1 | 19. Juni 2017 | Hochbahn |              | IR | Seltene Arten der Westghats                  |                                                                        |                                                                                        | Kalamassery       |
| Kaloor             | കലൂർ                 | Linie 1 | 3. Okt. 2017  | Hochbahn |              |    | Monsun                                       |                                                                        |                                                                                        | Kaloor            |
| M. G. Road         | എം. ജി. റോഡ്            | Linie 1 | 3. Okt. 2017  | Hochbahn |              |    | Gefährdete Arten und Tiere der Westghats     |                                                                        |                                                                                        | M. G. Road        |
| Maharaja's College | മഹാരാജാസ് കോളേജ്           | Linie 1 | 3. Okt. 2017  | Hochbahn |              |    | Geschichte und Handelsrouten Kochis          |                                                                        | Maharaja's College                                                                     |                   |
| Muttom             | മുട്ടം                 | Linie 1 | 19. Juni 2017 | Hochbahn |              |    |                                              |                                                                        |                                                                                        | Muttom            |
| Palarivattom       | പാലാരിവട്ടം              | Linie 1 | 19. Juni 2017 | Hochbahn | Palarivattom |    | Blumen der Westghats                         |                                                                        |                                                                                        | Palarivattom      |
| Pathadipalam       | പത്തടിപ്പാലം             | Linie 1 | 19. Juni 2017 | Hochbahn |              |    | Fische der Westghats                         |                                                                        |                                                                                        | Pathadipalam      |
| Pettah             | ആലുവ                 | Linie 1 | 7. Sep. 2020  | Hochbahn |              |    |                                              |                                                                        |                                                                                        |                   |
| Pulinchodu         | പുളിഞ്ചോട്               | Linie 1 | 19. Juni 2017 | Hochbahn |              |    | Flora und Fauna der Westghats                |                                                                        |                                                                                        | Pulinchodu        |
| SN Junction        | എസ്എൻ ജംഗ്ഷൻ           | Linie 1 | 1. Sep. 2022  | Hochbahn |              |    |                                              |                                                                        |                                                                                        |                   |
| Thaikoodam         | തൈക്കൂടം                | Linie 1 | 3. Sep. 2019  | Hochbahn |              |    |                                              |                                                                        |                                                                                        |                   |
| Town Hall          | ടൗൺ ഹാൾ               | Linie 1 | 3. Okt. 2017  | Hochbahn |              | IR |                                              | hieß zuvor „Lisie Hospital Station“, siehe Metro Kochi#Einnahmequellen | Lisie Hospital                                                                         | Town Hall         |
| Vadakkekotta       | വടക്കേക്കോട്ട            | Linie 1 | 1. Sep. 2022  | Hochbahn |              |    |                                              |                                                                        |                                                                                        |                   |
| Vyttila            | വൈറ്റില                | Linie 1 | 3. Sep. 2019  | Hochbahn |              |    |                                              |                                                                        |                                                                                        |                   |